# Довлатов, Исай Иванович
Исай Иванович (Исаак Оганесович) Довлатов (3 февраля 1887 — 21 апреля 1938) — советский партийный и военно-политический деятель.

## Биография
Родился 3 февраля 1887 году в г. Шуша Шушинского уезда Елисаветпольской губернии в семье портного. По национальности армянин. Начальное образование получил в 4-х классном городском училище в г. Шуша в 1905 году. С 1904 года в армянской социал-демократической организации в Шуше, с 1906 года член ВКП(б) работал секретарем в социал-демократической большевистской организации в Баку. Арестован в 1914 году, обвинён в принадлежности к стачечному комитету Общебакинского района, выслан на 3 года в Нарым. Незадолго до Февральской революции бежал в Томск.
Нарком внутренних дел Республики Армения с декабря 1920 года по апрель 1921 года. Совместно с Сулейманом Нури в 1921 году, во время Февральского восстания в Армении, возглавил оборону Эривани. Командуя интернациональным отрядом в 300 бойцов (из которых 190 были армяне), они защищали от дашнаков предместье армянской столицы — Норк. После того как власть в городе временно перешла в руки мятежников, уцелевшим товарищам пришлось скрываться.
Был редактором официального правительственного печатного органа и печатного органа Коммунистической партии Азербайджанской ССР газеты «Коммунист». В 1929 году был исключен из партии на 1 год за недостаточную борьбу против разложения работников ГПУ, а также снят с должности секретаря Партколлегии ЦКК АКП(б).
Главный арбитр Госарбитража при СНК Азербайджанской ССР. Проживал в г. Баку. Член Всесоюзного общества старых большевиков.
Исключен из ВКП(б) 7 июля 1937 года решением Ворошиловского районного комитета РК АКП(б). Арестован 12 июня 1937 года. Подвергался мерам физического и психического воздействия. На суде от признаний отказался, заявив, что троцкистом он никогда не был и к правым не примыкал. Обвинен по статьям 58-8, 58-11 УК РСФСР, что с 1932 года является участником антисоветской террористической диверсионно-вредительской организации правых (Довлатов И., Плешаков М. И. и др.), а в 1935 создал террористическую группу для совершения террористического акта против 1-го секретаря ЦК АКП(б) Багирова, завербовал в организацию 16 человек был связан с контрреволюционером Лукашиным. 21 апреля 1938 года Военной коллегией Верховного суда СССР приговорён к высшей мере наказания расстрелу. В тот же день приговор был приведён в исполнение. 
14 декабря 1955 года Военной коллегией Верховного суда СССР был реабилитирован (посмертно). 17 января 1956 года решением бюро ЦК КП Азербайджана восстановлен в партии (посмертно).